# Natação nos Jogos Olímpicos de Verão de 2008 - Revezamento 4x100 m medley masculino
A competição dos 4x100m medley masculino  nos Jogos Olímpicos de Verão de 2008 teve sua final no dia 17 de Agosto.

## Medalhistas
|  | USA Estados Unidos |  | AUS Austrália |  | JPN Japão                                                     |
|  | Aaron Peirsol Brendan Hansen Michael Phelps Jason Lezak Matt Grevers* Mark Gangloff* Ian Crocker* Garrett Weber-Gale* |  | Hayden Stoeckel Brenton Rickard Andrew Lauterstein Eamon Sullivan Ashley Delaney* Christian Sprenger* Adam Pine* Matt Targett* |  | Junichi Miyashita Kosuke Kitajima Takuro Fujii Hisayoshi Sato |

* Nadadores que apenas participaram nas eliminatórias, mas que foram também medalhados.

## Recordes
Antes desta competição, os recordes mundiais e olímpicos da prova eram os seguintes:
| Tipo | Atleta | Tempo   | Local  | Data                 | Ref |
| ---- | --- | ------- | ------ | -------------------- | --- |
|      | Estados Unidos · Aaron Peirsol (53.45) · Brendan Hansen (59.37) · Ian Crocker (50.28) · Jason Lezak (47.58) | 3:30.68 | Atenas | 21 de agosto de 2004 | ver |
|      | Estados Unidos · Aaron Peirsol (53.45) · Brendan Hansen (59.37) · Ian Crocker (50.28) · Jason Lezak (47.58) | 3:30.68 | Atenas | 21 de agosto de 2004 | ver |

## Eliminatórias

### Eliminatória 1
| # | Pista | País             | Nome                                                                                                | Tempo   | Notas |
| - | ----- | ---------------- | --------------------------------------------------------------------------------------------------- | ------- | ----- |
| 1 | 4     | AUS Austrália    | Ashley Delaney 53.74 Christian Sprenger 59.95 Adam Pine 51.66 Matt Targett 47.41                    | 3:32.76 | Q     |
| 2 | 5     | JPN Japão        | Junichi Miyashita 54.29 Kosuke Kitajima 58.79 Takuro Fujii 50.86 Hisayoshi Sato 48.87               | 3:32.81 | Q     |
| 3 | 6     | GBR Grã-Bretanha | Liam Tancock 54.67 Christopher Cook 59.40 Michael Rock 51.99 Simon Burnett 47.77                    | 3:33.83 | Q     |
| 4 | 2     | SWE Suécia       | Simon Sjodin 55.27 Jonas Andersson 1:01.22 Lars Frölander 51.13 Jonas Persson 48.21                 | 3:35.83 |       |
| 5 | 1     | ROU Romênia      | Razvan Ionut Florea 54.81 Valentin Preda 1:01.41 Ioan Stefan Gherghel 52.44 Norbert Trandafir 49.34 | 3:38.00 |       |
| 6 | 3     | BRA Brasil       | Guilherme Guido 54.78 Felipe França 1:02.06 Kaio Almeida 53.31 Nicolas Oliveira 48.51               | 3:38.66 |       |
| 7 | 7     | UKR Ucrânia      | Oleksandr Isakov 56.66 Valerii Dymo 1:00.61 Sergii Breus 52.38 Yuriy Yegoshin 49.11                 | 3:38.76 |       |
| 8 | 8     | BLR Bielorrússia | Pavel Sankovich 55.11 Viktar Vabishchevich 1:01.89 Evgeny Lazuka 52.63 Stanislav Neverovsky 49.76   | 3:39.39 |       |

### Eliminatória 2
| # | Pista | País               | Nome                                                                                        | Tempo   | Notas |
| - | ----- | ------------------ | ------------------------------------------------------------------------------------------- | ------- | ----- |
| 1 | 4     | USA Estados Unidos | Matt Grevers 53.59 Mark Gangloff 1:00.35 Ian Crocker 50.85 Garrett Weber-Gale 47.96         | 3:32.75 | Q     |
| 2 | 3     | RUS Rússia         | Arkady Vyatchanin 53.86 Roman Sludnov 59.63 Nikolay Skvortsov 51.62 Andrey Grechin 48.48    | 3:33.59 | Q     |
| 3 | 8     | NZL Nova Zelândia  | Daniel Bell 54.52 Glenn Snyders 59.46 Corney Swanepoel 52.12 Cam Gibson 47.99               | 3:34.09 | Q     |
| 4 | 6     | RSA África do Sul  | Gerhard Zandberg 54.19 Cameron van der Burgh 59.68 Lyndon Ferns 52.33 Darian Townsend 47.96 | 3:34.16 | Q     |
| 5 | 7     | ITA Itália         | Mirco di Tora 54.05 Alessandro Terrin 1:01.25 Mattia Nalesso 51.96 Filippo Magnini 47.06    | 3:34.32 | Q     |
| 6 | 1     | FRA França         | Benjamin Stasiulis 55.46 Hugues Duboscq 59.29 Christophe Lebon 51.97 Fabien Gilot 48.06     | 3:34.78 |       |
| 7 | 5     | CAN Canadá         | Jake Tapp 55.16 Mike Andrew Brown 1:00.98 Joe Bartoch 52.58 Brent Hayden 46.84              | 3:35.56 |       |
| 8 | 2     | CRO Croácia        | Gordan Kozulj 54.91 Vanja Rogulj 1:01.30 Mario Todorovic 51.52 Duje Draganja 49.96          | 3:37.69 |       |

## Final

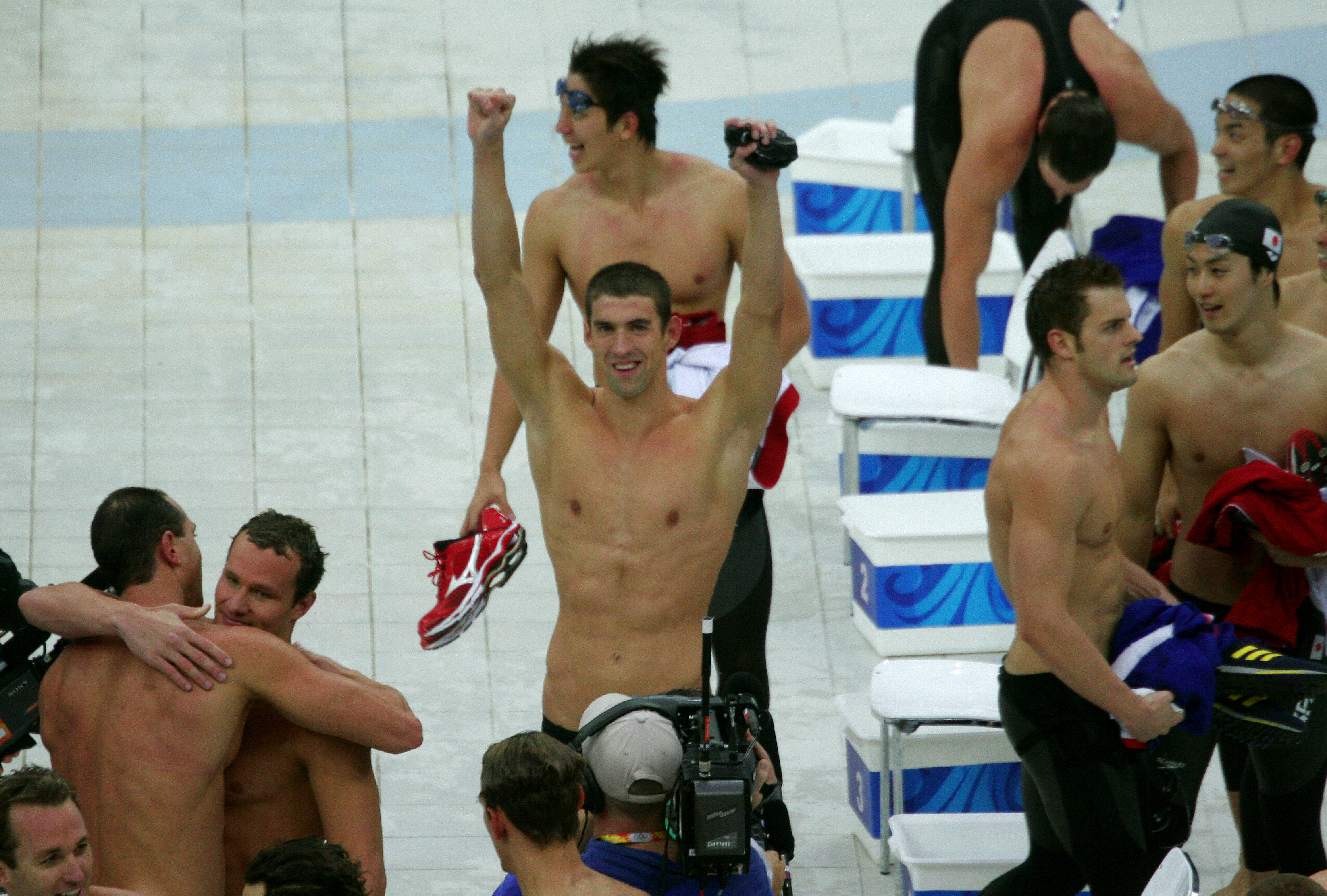
Michael Phelps (centro) e demais nadadores após a final.

| #                 | Pista | País               | Nome                                                                                        | Tempo   | Notas |
| ----------------- | ----- | ------------------ | ------------------------------------------------------------------------------------------- | ------- | ----- |
| Medalha de ouro   | 4     | USA Estados Unidos | Aaron Peirsol 53.16 Brendan Hansen 59.27 Michael Phelps 50.15 Jason Lezak 46.76             | 3:29.34 |       |
| Medalha de prata  | 5     | AUS Austrália      | Hayden Stoeckel 53.80 Brenton Rickard 58.56 Andrew Lauterstein 51.03 Eamon Sullivan 46.65   | 3:30.04 | OC    |
| Medalha de bronze | 3     | JPN Japão          | Junichi Miyashita 53.87 Kosuke Kitajima 58.07 Takuro Fujii 50.89 Hisayoshi Sato 48.35       | 3:31.18 | AS    |
| 4                 | 6     | RUS Rússia         | Arkady Vyatchanin 53.36 Roman Sludnov 59.45 Evgeny Korotyshkin 51.62 Evgeny Lagunov 47.49   | 3:31.92 | ER    |
| 5                 | 7     | NZL Nova Zelândia  | Daniel Bell 54.74 Glenn Snyders 59.87 Corney Swanepoel 51.78 Cam Gibson 47.00               | 3:33.39 |       |
| 6                 | 2     | GBR Grã-Bretanha   | Liam Tancock 54.69 Christopher Cook 59.65 Michael Rock 52.02 Simon Burnett 47.33            | 3:33.69 | NR    |
| 7                 | 1     | RSA África do Sul  | Gerhard Zandberg 54.69 Cameron van der Burgh 59.40 Lyndon Ferns 51.39 Darian Townsend 48.22 | 3:33.70 | AF    |
| —                 | 8     | ITA Itália         | Mirco di Tora 54.52 Loris Facci 1:00.55 Mattia Nalesso 52.26 Filippo Magnini (false start)  | DSQ     |       |

Legenda
| Recorde mundial      | Recorde mundial (World record)               |                       | Recorde africano                      | Recorde africano (African) |                                           | Q | Classificado por posição (Qualified) |
| Recorde olímpico     | Recorde olímpico (Olympic record)            | Recorde da América    | Recorde da América (Americas)         | q                          | Classificado por melhor tempo (Qualified) |   |                                      |
| Melhor marca do ano  | Melhor marca do ano (World leading)          | Recorde asiático      | Recorde asiático (Asian)              | DNS                        | Não largou (Did not start)                |   |                                      |
| Recorde nacional     | Recorde nacional (National record)           | Recorde europeu       | Recorde europeu (European)            | DNF                        | Não terminou (Did not finish)             |   |                                      |
| Recorde pessoal      | Recorde pessoal do atleta (Personal best)    | Recorde da Oceania    | Recorde da Oceania (Oceania)          | DSQ / DQ                   | Desclassificado (Disqualified)            |   |                                      |
| Recorde da temporada | Recorde da temporada do atleta (Season best) | Recorde sul-americano | Recorde sul-americano (South America) | NM                         | Sem marca (No mark)                       |   |                                      |